# Saxtjärn (Hammarö socken, Värmland)
Saxtjärn är en våtmark, tidigare sjö, i Hammarö kommun i Värmland och ingår i Göta älvs huvudavrinningsområde.